# Chelifer cancroides
Chelifer cancroides (Scorpionul cărților) este o specie de pseudoscorpioni, cosmopolită și sinantropă. Poate fi deseori găsită în biblioteci și muzee.

## Subspecii
Există două două subspecii:
- Chelifer cancroides cancroides (Linnaeus, 1758)
- Chelifer cancroides orientalis (Morikawa, 1954)

## Descriere
Corpul este de o culoare cafeniu-brună, pedipalpii relativ lungi de 7-9 mm, masivi, puțin mai roși. Lungimea corpului variază între 25-45 mm. Prosoma este acoperită cu un scut, relativ, dur și poartă o perechi de ochi. Picioarele au ventuze ce le permite să se deplaseze pe suprafețe plane sau netede. Ele se termin cu două gheare. Opistosoma este lată, marginea posterioară rotunjită.

## Reproducere și dezvoltare
Împerecherea este inițiată de un dans nupțial realizat de către masculi pentru atragerea femelei. În final, masculul depune un spermatofor, preluat de femelă. Ouăle se maturizează la o lună după fecundare. Femela poate să depună în jur de 20-40 ouă. Larvele năpârlesc de 2 – 4 ori, după care apar tinerii adulți. Pentru a năpârli, se construiesc cuiburi, sau camere speciale, din mătasea secretată de glandele sericigene amplasate în chela pedipalpilor. Maturitatea sexuală este atinsă la 10-24 de luni. Durata totală de viață este de 3-4 ani.  

## Ecologie

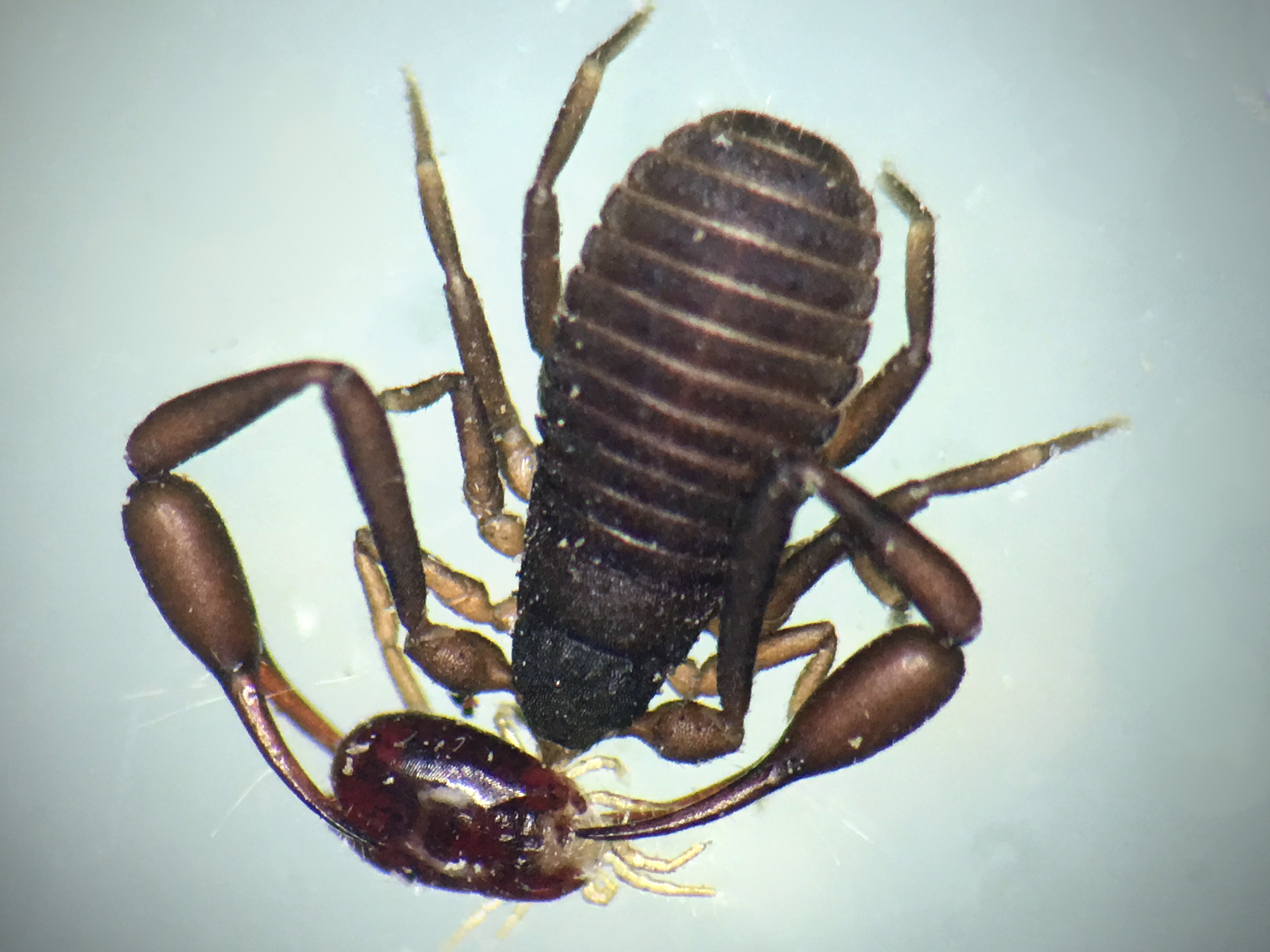
Chelifer cancroides hrănindu-se cu acarianul roșu al găinii

Duce un mod de viață ascuns și foarte rar poate fi observat, preferând locurile dosite. Chelifer cancroides este găsit în dulapurile cu cărți, în colecții de plante și insecte. Alături de această specie, în colecțiile de insecte și ierbare pot fi întâlnite speciile Allochernes italicus și Cheridium muscorum. În natură preferă să populeze scoarța buștenilor, resturi vegetale aflate în putrefacție, cuiburi părăsite de păsări, stupi de albine (unde se hrănește cu acarienii Varroa) etc.
Poate fi observat atașate de corpul insectelor, inclusiv a celor zburătoare, și de firele de blană ale mamiferelor, cu ajutorul cărora este transportat și se răspândește. Această specie este sensibilă la condițiile externe și modificarea parametrilor aerului. Se hrănește cu diverse insecte, acarieni și alte artropode, inclusiv paraziți, vânați printre cărți și colecții.

## Răspândire
Acestă specie este răspândită pe toate continentele populate de oameni.